# تيتاس كرابيكاس
تيتاس كرابيكاس (3 يناير 1999 ليتوانيا) هو لاعب كرة قدم في مركز حراسة المرمى، يلعب حاليًا لصالح فريق سامبدوريا الإيطالي. شارك في تصفيات بطولة أوروبا تحت 19 سنة لكرة القدم سنة 2018 و2017 لفريق منتخب ليتوانيا، وشارك مع فريق سامبدوريا في كأس إيطاليا والدوري الإيطالي عام 2017 و 2018.

## روابط خارجية
- تيتاس كرابيكاس على موقع الاتحاد الأوربي (الإنجليزية)
- تيتاس كرابيكاس على موقع إي إس بي إن إف سي (الإنجليزية)
- تيتاس كرابيكاس على موقع قاعدة بيانات كرة القدم.إي يو (الإنجليزية)
- تيتاس كرابيكاس على موقع بيانات كرة القدم. دي إي (الألمانية)
- تيتاس كرابيكاس على موقع ليكيب (الفرنسية)
- تيتاس كرابيكاس على موقع ناشيونال فوتبول تيمز (الإنجليزية)
- تيتاس كرابيكاس على موقع Soccerbase.com (لاعب) (الإنجليزية)
- تيتاس كرابيكاس على موقع Soccerway.com (الإنجليزية)
- تيتاس كرابيكاس على موقع عالم كرة القدم.نت (الإنجليزية)
- تيتاس كرابيكاس على موقع AS.com (الإسبانية)